# Sean Michaels
Sean Michaels, född 20 februari 1958 i Brooklyn i New York (delstaten New York), är en amerikansk skådespelare och regissör inom pornografisk film. Han har varit verksam som skådespelare sedan 1988, som regissör sedan 1991.
Han har arbetat mycket med bland andra Ashley Blue, Bianca Trump, Bobbi Starr, Brittany O'Connell, Max Hardcore och Layla Rivera.